# 開化県
開化県（かいか-けん）は中華人民共和国浙江省に位置する省直轄の県であり、しばらくの間、衢州市の代理管轄下に置かれている。

## 歴史
前222年、秦が会稽郡太末県を設置、県域を管轄した。後漢により192年（初平3根）、太末県より新安県、218年（建安23年）に新安県より定陽県、674年（咸亨5年）には唐朝により常山県が分割設置されると県域はそれらの管轄とされた。
966年（乾徳4年）、呉越の銭弘倧により常山県西部の開源、崇化、金水、玉田、石門、竜山、雲台の7郷に開化場を設置、981年（太平興国6年）に開化場が開化県に改編された。

## 行政区画
- 鎮：桐村鎮、楊林鎮、蘇荘鎮、斉渓鎮、村頭鎮、華埠鎮、馬金鎮、池淮鎮
- 郷：中村郷、長虹郷、何田郷、林山郷、音坑郷、大渓辺郷

## 交通

### 鉄道
- 中国鉄路総公司
  - 衢九線
    - 開化駅

### 道路
- 高速道路
  - 京台高速道路
  - 杭新景高速道路
- 国道
  - G205国道